# Grèce aux Jeux olympiques d'été de 1960
La Grèce participe aux Jeux olympiques de Rome de 1960 avec une délégation qui réunit un total de 48 athlètes. Ces derniers prennent part aux épreuves de huit sports olympiques.
Le porte-drapeau de l'équipe hellène est le diadoque Constantin de Grèce. Ce dernier et ses coéquipiers Odysséas Eskitzóglou et Geórgios Zaïmis sont, par ailleurs, les seuls athlètes grecs médaillés grâce à leur score lors de l'épreuve de voile.

## Médailles
| Sport              | Discipline  | Athlète(s)                                               | Performance | Date                            |
| Médailles d’or : 1 |             |                                                          |             |                                 |
| Voile              | Dragon (en) | Constantin de Grèce Odysséas Eskitzóglou Geórgios Zaïmis |             | 29 août 1960 - 7 septembre 1960 |